# ナッツヴァイラー強制収容所

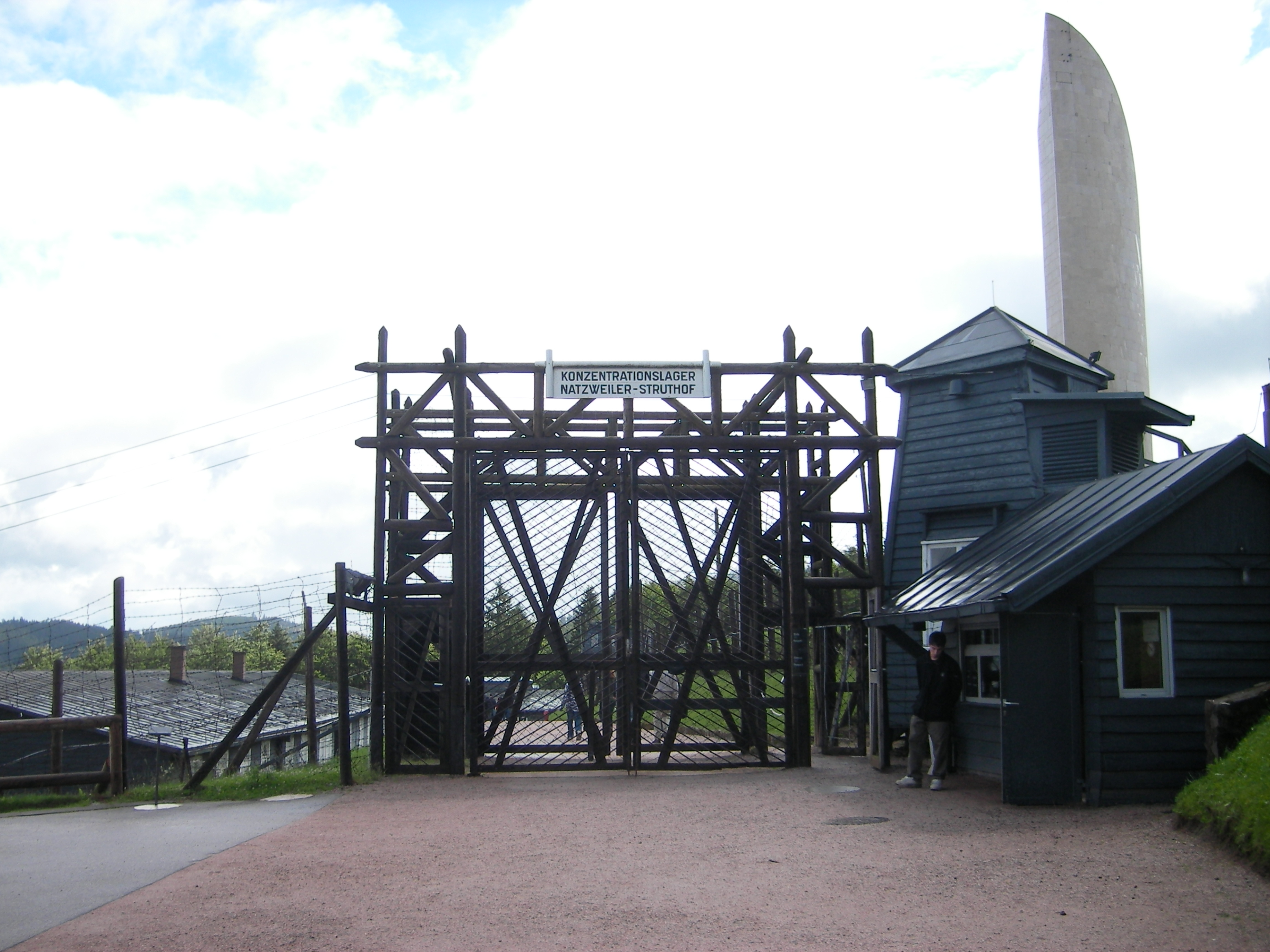
ナッツヴァイラー収容所正門

ナッツヴァイラー強制収容所（Konzentrationslager Natzweiler）は、第二次世界大戦中にナチス・ドイツがフランス・アルザス地域（この地域はフランスがドイツに降伏した後にドイツ領に組み込まれ、「エルザス地域」となっていた）・ナツヴィレール（ドイツ語名ナッツヴァイラー）に置いた強制収容所である。現在のバ＝ラン県の、ストラスブール（ドイツ名シュトラスブルク）から南西約60キロほどのところに存在した。フランスではストリュートフ（Struthof）と呼ぶ。

## 収容所の歴史

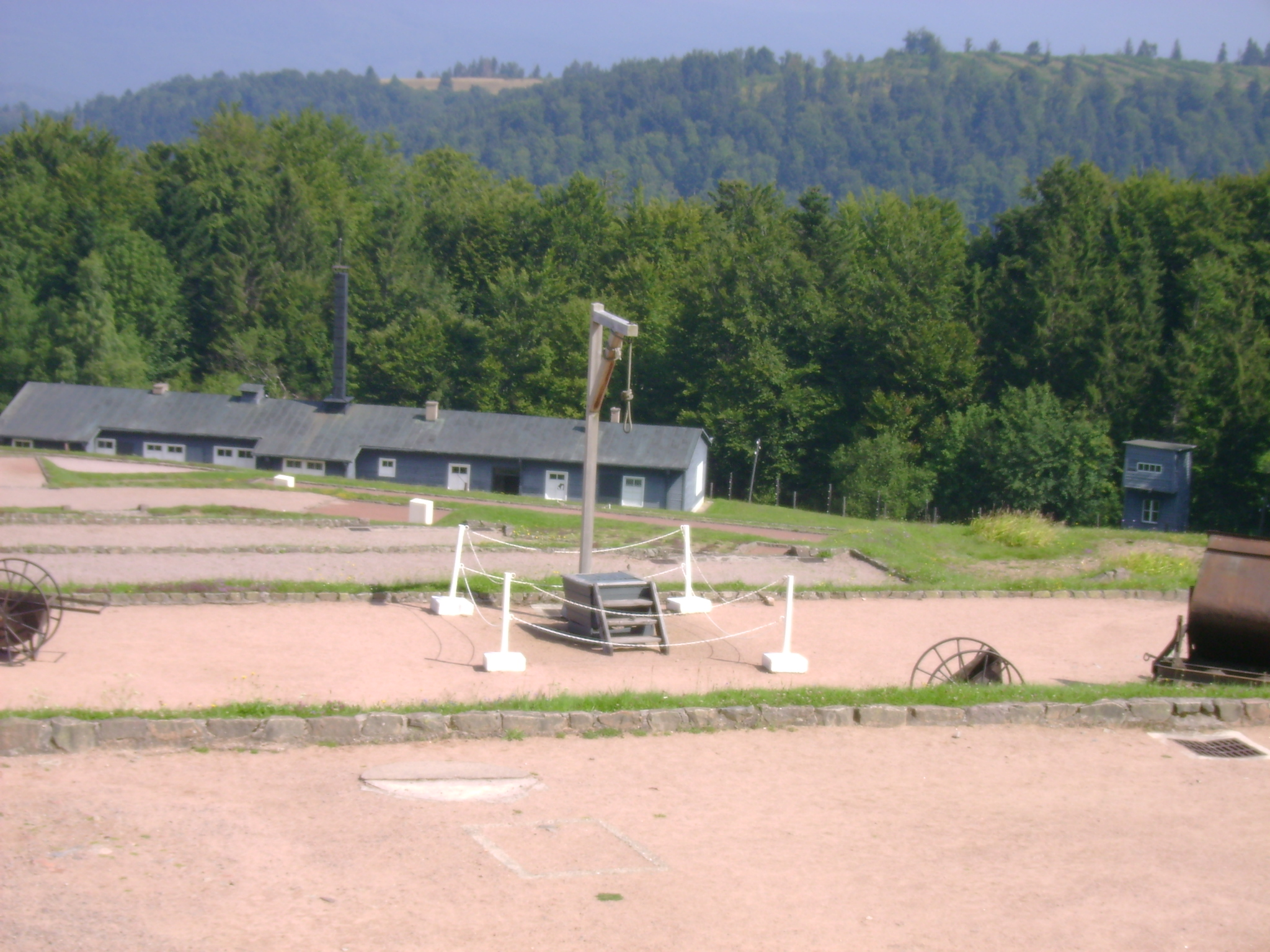
死体焼却炉と処刑台

1940年にフランスはドイツに占領され、アルザス地域はエルザス地域としてドイツ領土に編入された。この後、エルザス地域のヴォージュ山脈北部で赤みがかった美しい花崗岩が発掘される地点が発見された。芸術的な建築物の建設にうってつけと判断したアルベルト・シュペーアは、親衛隊全国指導者ハインリヒ・ヒムラーに依頼して親衛隊の企業DESTにここに採掘場を置かせて強制収容所の囚人に採掘を開始させた。採掘作業を一層効率化させるため、ここを強制収容所化することが決まり、1941年5月から6月に強制収容所建設工事が行われた。そして完成したのがナッツヴァイラー強制収容所であった。
ナッツヴァイラー収容所は、周囲は高圧電線に囲まれ、段差になった地形に18棟のバラックにより構成された。この段差のために収容所内の移動が大変であったという。下のテラスの二棟のバラックは特別バラックで、右側がブンカー(独房)、左側が高さ8メートルから9メートルの大きな煙突を備えた死体焼却炉であった。嫌でも目に入るこの建物は囚人たちにとっては恐怖の象徴であったという。焼却炉のバラックの中には処刑用の部屋と解剖室もあった。また収容所の外にある家にはガス室が存在した。
収容所の囚人数ははじめ4000人ほどだったが、収容所末期には7000人を超えている。一方、看守である親衛隊員の数は200人を超えることはなかった。
戦争後期にはもともとの収容所設立理由であった花崗岩の採掘作業が打ち切られ、軍事関連の作業への動員が増えた。
1944年8月31日からダッハウ強制収容所への囚人の移送が開始され、収容所の撤収作業が始まった。1944年11月23日にアメリカ軍がここに到着した時には、焼却場のわきに数百の死体が山積みにされているのみで、収容所の中はもぬけの殻になっていた。
戦後、ナッツヴァイラー収容所のあるアルザス地域はフランス領土に戻った。収容所の建物は現在もフランスによって当時の状態のままで保存されており、フランスの歴史的建造物の一つとして保護遺跡となっている。年間平均25万人の人々がここに見学に訪れている。収容所の中には犠牲となったナッツヴァイラー囚人全員とすべてのナチス強制収容所の犠牲者のための記念碑が建てられている。

## ガス室

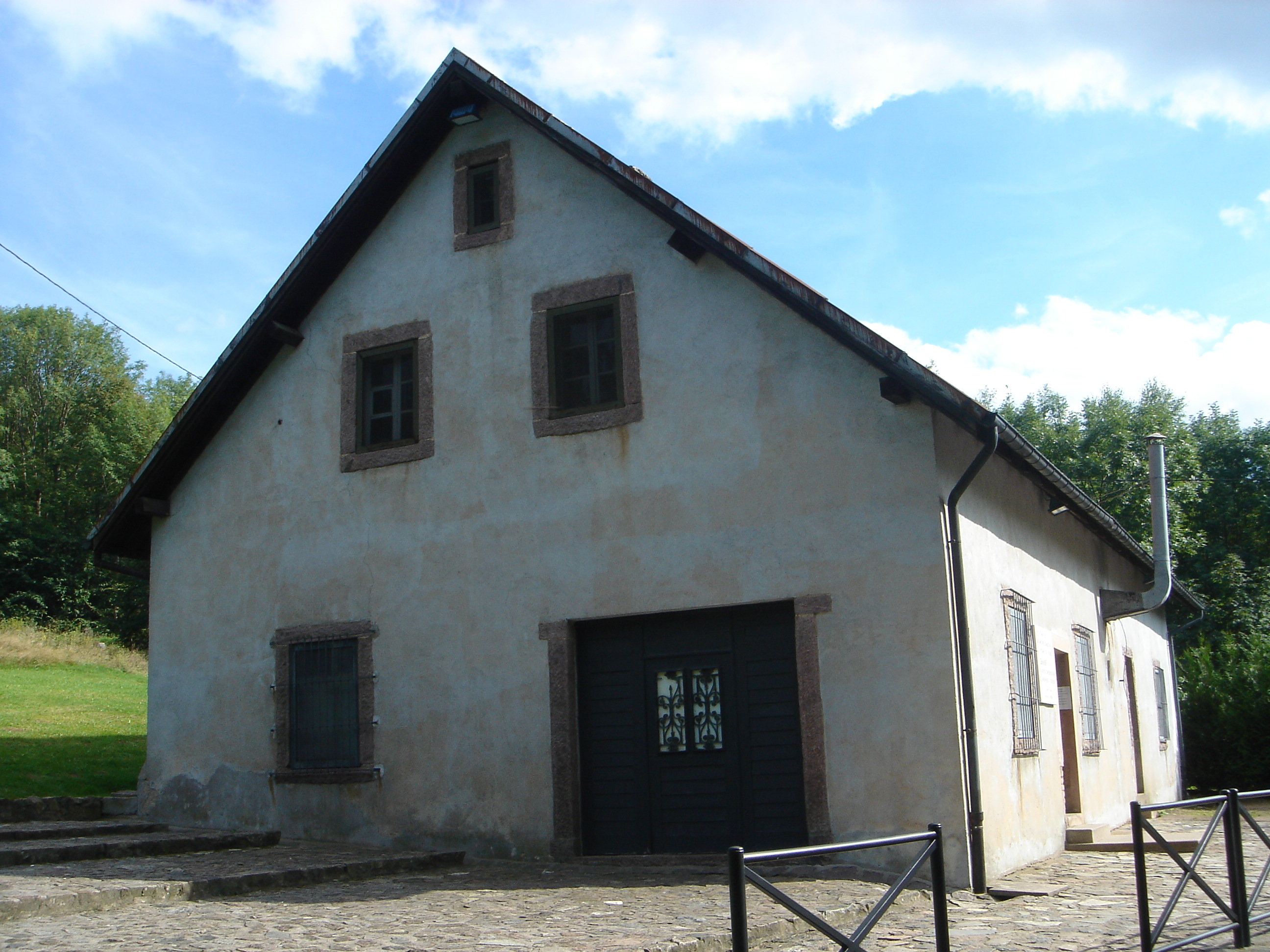
ナッツヴァイラー強制収容所から200メートルくだったところにあるガス室のある家

ナッツヴァイラーのガス室は収容所の中ではなく、収容所から200メートル下ったところにある小さな家の中にあった。ガス室には偽物のシャワー口がはめ込まれていてシャワー室の体裁が整えられていた。扉には小さなガラス窓が付いており、中の様子を外から眺められるようになっていた。
ガス室の最初の犠牲者はアウシュヴィッツ強制収容所から移送されてきた50人ほどのユダヤ人女性だった。彼女たちの遺体はシュトラスブルク市民病院の解剖学分館に運ばれ、ホルマリン浸けにして展示物にされたという。さらにこの後、骨格の標本コレクションに供されたユダヤ人86人もガス室送りになったことが報告されている。
またガス室は単なる殺害のみならず、人体実験にも使用された。親衛隊の医師オットー・ビッケンバッハ(Otto Bickenbach)博士らは1943年から1944年にかけて15回にわたってジプシー（ロマ民族）をガス室に入れ、ホスゲンガスの解毒剤としてのヘキサメチレンテトラミンの効果を調べた。シュトラスブルク帝国大学（de:Reichsuniversität Straßburg）学長アウグスト・ヒルト博士は人種別の頭蓋骨採取や人体実験のために79人のユダヤ人男性、30人のユダヤ人女性、2人のポーランド人、2人のアジア人をガス室に送っている。

## 人体実験
上記の人体実験のほか、シュトラスブルク帝国大学の衛生学教授オイゲン・ハーゲン博士(de:Eugen Haagen)による発疹チフスと黄熱病の抗ワクチンの人体実験にもナッツヴァイラー収容所の囚人が使用されている。

## 収容所関係者

### 所長
- ハンス・ヒュティッヒ(de:Hans Hüttig)、在任1941年4月 – 1942年3月
- エゴン・ツィル(de:Egon Zill)、在任1942年5月 – 1942年9月
- ヨーゼフ・クラーマー、在任1942年10月 – 1944年4月
- フリードリヒ・ハートイェンシュタイン、在任1944年5月 – 1945年1月
- ハインリヒ・シュヴァルツ、1945年2月 – 1945年4月

### 主な囚人
- シャルル・ドゥレストラン（フランスの将軍。1943年逮捕、1945年ダッハウ強制収容所で銃殺）
- オベール・フレール(fr:Aubert Frère)（フランスの将軍。1940年フランス軍第七軍司令官、1943年逮捕、1944年この収容所で衰弱死）